# Rafael Madueño i Sedano
Rafael Madueño i Sedano (Còrdova, 21 de març de 1949) és un polític català d'origen andalús. Tiana (Barcelona) 1 de maig de 2024.

## Biografia
Fill d'un pastor de cabres, el 1959 s'establí amb la seva família a Badalona. El 1964 començà a treballar en la Banca Industrial de Barcelona i començà a militar a la Unió Sindical Obrera (USO), de la que en fou dirigent de 1968 a 1977, i participant en les lluites sindicals d'aquells anys. Alhora es llicencià en història moderna i contemporània a la Universitat de Barcelona. Posteriorment treballà al Banco de Santander i a la Caixa de Pensions per a la Vellesa i d'Estalvis.
El 1975 s'integrà en Convergència Socialista de Catalunya, fou impulsor de l'Assemblea de Catalunya a Badalona i de la primera manifestació legal a favor de l'Amnistia en 1976. El 1977 s'integrà en la UGT de Catalunya (de la que en fou secretari d'acció sindical el 1978-1980) i el 1978 participà en la fundació del PSC-PSOE. En 1979 fou membre del primer consell de treball de la Generalitat provisional. Fou elegit diputat a les eleccions al Parlament de Catalunya de 1988 i 1992. Ha estat vicepresident de la Comissió d'Indústria, Energia, Comerç i Turisme del Parlament de Catalunya de 1988 a 1992 i vicepresident de la Comissió d'Investigació sobre el Cas Casinos. El 1987 fou membre del Consell Econòmic i Social de l'Ajuntament de Badalona.
Ha estat membre de Depana, Aigua Viva i Besòs Viu. Després fou secretari general de MED Forum i membre de la Comissió Mediterrània de Desenvolupament Sostenible. Actualment és president de la Fundació EcoMediterrània.